# Regin Smidur
|  | Denne artikel er oprettet af botten PalnaBot ud fra en ekstern database. Den kan derfor have sproglige fejl eller mangler. Denne skabelon kan fjernes efter kontrol af indholdet. |

Regin Smidur er en dokumentarfilm fra 2003 instrueret af Katrin Ottarsdóttir.

## Handling
En dans fra det 12. århundredes Frankrig. Engang var dansen populær over hele Vesteuropa. Men kun på de fjerne Færøer har dansen overlevet som en levende tradition. Det er en subjektiv tolkning af kædedansen. Gennem intense og rå billeder, lyd og klip, fanger filmen dansens ånd og glæde, som nærmer sig trance og ekstase.